# 帕蒂格哈姆
帕蒂格哈姆是奥地利上奥地利州因克赖斯地区里德县的一个市镇。总面积11平方公里，总人口804人，人口密度73.1人/平方公里（2005年）。